# Buenos Aires Playa

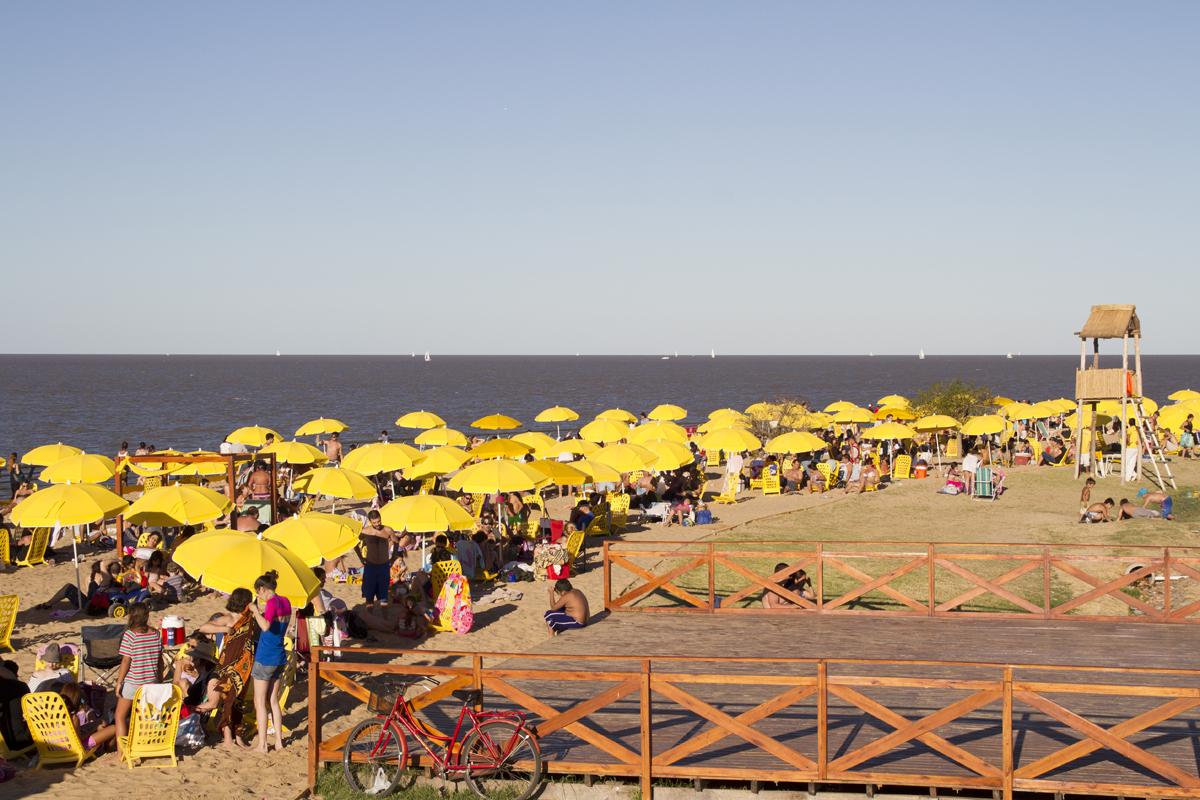
Buenos Aires Playa.

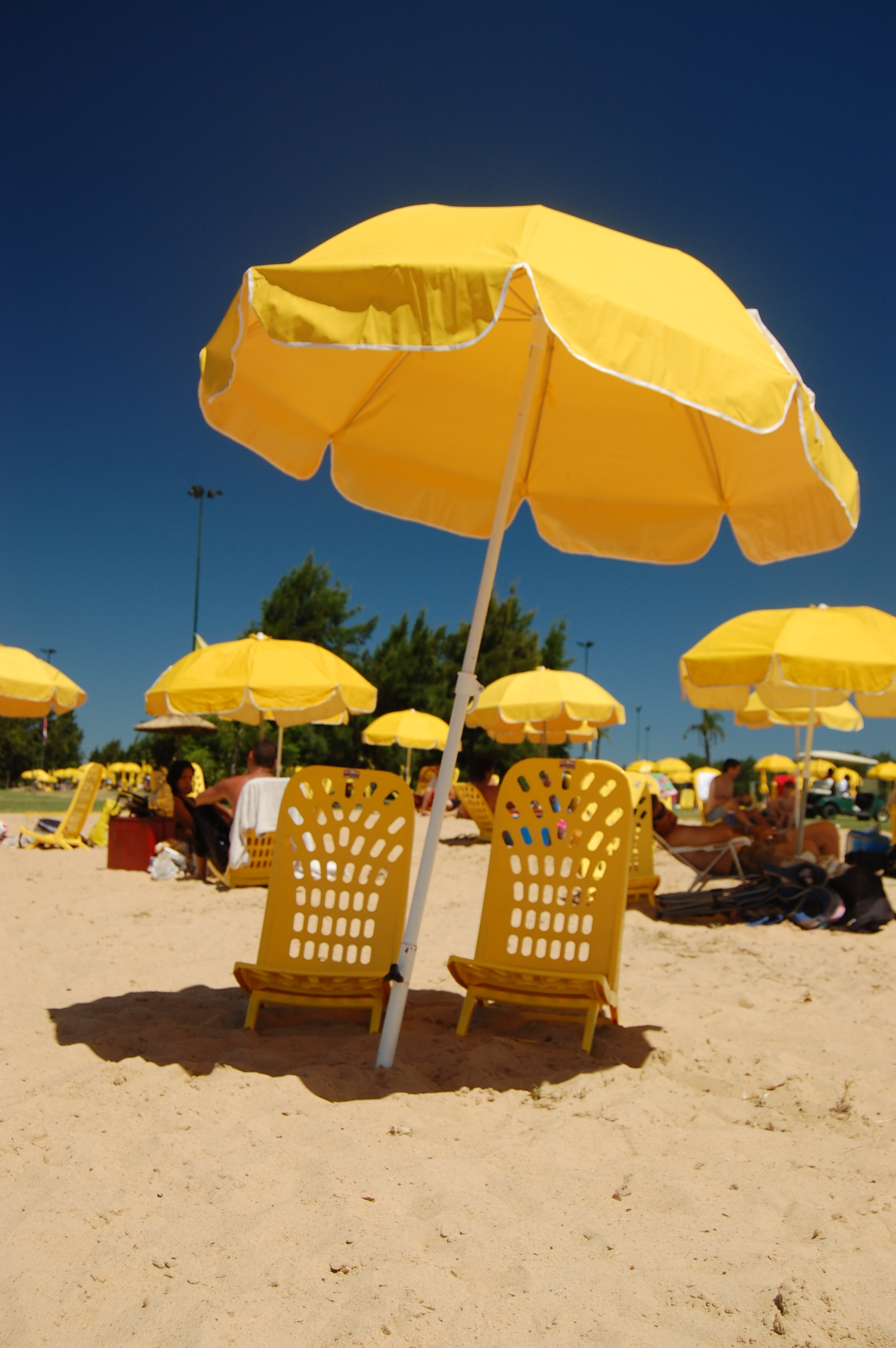
Buenos Aires Playa, sombrillas con los colores institucionales del PRO.

Buenos Aires Playa es una propuesta de verano organizada por el Gobierno de la Ciudad de Buenos Aires desde el año 2008, que consta de una playa urbana sobre el Río de la Plata (Norte), sobre el Parque de los Niños y otra en el Parque Roca (Sur). Funciona los meses de enero y febrero.

## Servicios
Cuenta con arena, sombrillas, reposeras, bebederos, duchas y baños químicos, ya que no está permitido bañarse en los espejos de agua pero se puede organizar actividades deportivas gratuitas. No tiene piscina para natación. 

## Visitantes
Las autoridades  estiman que por fin de semana se recibe a alrededor de 15 mil personas, en la zona norte de la ciudad concurrieron unas 13.000 personas, mientras que otras 1.500 fueron al Parque Roca, en la zona sur.
En 2017 el programa fue objeto controversias por la construcción de una " falsa pileta" inaugurada por el jefe de Gobierno porteño Horacio Rodríguez Larreta siendo señalada en medio de la polémica por los 39 millones que costó. Un día después de ser inaugurada diferentes videos
publicados en redes sociales demostraron que la pintura  ya se había descascarando y grandes segmentos del suelo cuya pintura desapareció. En los últimos diez años, el evento “Buenos Aires Playa” aumentó su costo un 7 mil por ciento.

## Controversia por su utilización como propaganda política
Buenos Aires Playa ha causado controversias por su utilización como propaganda política de forma velada, ya que las sombrillas y las reposeras, están todas pintadas del riguroso amarillo color del partido político PRO, del entonces Jefe de Gobierno Mauricio Macri, la utilización de imágenes de sus dirigentes o símbolos del partido en las carteleras de los proyectos del gobierno o sitios gubernamentales son vistos como formas de culto a la personalidad. 